# Lunatics in Power
Lunatics in Power (Verrückte an der Macht oder Irre an der Macht) ist ein S/W-Stummfilm des US-amerikanischen Regisseurs James Searle Dawley aus dem Jahre 1909. Der Film entstand zum 100. Geburtstag des US-amerikanischen Schriftstellers Edgar Allan Poe und gilt heute als verschollen. Die Premiere war am 11. Mai 1909.

## Inhalt
Der Film basiert sehr frei auf Poes satirischer Kurzgeschichte The System of Doctor Tarr and Professor Fether (Das System des Doktors Teer und des Professors Feder), die dieser im November 1845 in Graham’s Magazine veröffentlicht hatte. Lunatics in Power ist der erste Film, dem diese Kurzgeschichte als Grundlage diente. Entgegen Poes Intention einer Satire, wurde der Film jedoch als reine Slapstick-Komödie konzipiert und vom Publikum auch als solche wahrgenommen. Jegliche Horror-Elemente aus Poes Werk wurden weg gelassen, und der Film wurde auch nie als die Verfilmung einer Poe-Erzählung oder gar als Kunstwerk beworben. So wurde der Film nicht an Poes Erzählung ausgerichtet oder dieser angepasst, sondern umgekehrt: Poes Werk wurde dem Filmzweck, der Produktion einer publikumswirksamen und damit lukrativen Komödie angepasst.

### Inhaltliche Abweichungen zur Erzählung
Die Inhalte von Poes Erzählung und des Films weichen demzufolge deutlich und stark voneinander ab: Machte sich Poe mittels der Satire über das „System Irrenhaus“ lustig, so ist der Film ausschließlich darauf ausgerichtet, sich über die „Irren“ selbst lustig zu machen. Bei Poe gelangt ein junger, naiver und namenloser Ich-Erzähler mit seinem Begleiter als Besucher unversehens in ein Irrenhaus und bemerkt nicht, dass dessen Insassen die Anstalt übernommen haben und betreiben. Als Beobachter verfolgt er fortan die Ereignisse, ohne zu erkennen, was wirklich vor sich geht. In Dawleys Film ist der Protagonist hingegen ein alter Mann, der in ein Irrenhaus eingeliefert wird, also nicht als Beobachter dort ist, wie bei Poe, sondern als aktiver Teilnehmer an den bzw. Leidtragender der dortigen (Slapstick-)Geschehnisse(n) ist. Bei Poe wird schließlich der Direktor der Einrichtung geteert und gefedert, im Film ist es der alte Mann, dem dies widerfährt.

### Kritik

Werbung in einer Tageszeitung: Alexandria Gazette vom 2. Juli 1909

Als Lunatics in Power in die Kinos kam, war dies nur einer unter mehreren Filmen, die sich bis dahin bereits der komödiantischen Jagd der Darsteller nach einander als komisches Element bedient hatte. So wurde in einer Kritik geurteilt „[…] this picture is a good one and is full of laughable incidents.” ([…] dies ist ein guter Film mit vielen Lachern.), jedoch weist Hayes darauf hin, dass bereits damals die Zeit einer allein aus komödiantischen Jagden bestehende Filmhandlung, die darauf gründete, dass ein Teil der Darsteller (in diesem Fall „Irre“) einem anderen Teil hinterherrennt (ebenfalls „Irre“), als Handlungskern kaum mehr ausreichte: „By 1909, the desire to depict lunatics either being chased or chasing no longer provided sufficient reason for making a film.“ (Schon 1909 stellte der Wunsch, Irre als entweder anderen hinterherjagend oder als von anderen gejagt werdend keinen ausreichenden Grund mehr dar, einen Film zu drehen.). Eine zeitgenössische Kritik urteilte deshalb: “[…] To make irresponsible persons the target for fun will not appeal to a majority of a manager’s audience […].” ([…] Unverantwortliche Personen zur Zielscheibe von Spott zu machen, wird der Mehrheit des gebildeten Publikums nicht gefallen […].).
Zwar bediente man sich für den Film bei Poes humoristischer Vorlage, klammerte jedoch bewusst und vollkommen die gesellschafts-, kultursatirische und Horror-Aspekte in Poes Erzählung aus.

## Typisches Muster
1909, dem Jahr von Poes 100. Geburtstag, liefen vier Filme, die Poe selbst oder eines seiner Werke zum Thema hatten bzw. darauf aufbauten in den US-Kinos: Edgar Allan Poe von David Wark Griffith, Sherlock Holmes in the Great Murder Mystery (bereits Ende 1908 erschienen) ein ebenfalls verschollener Film eines unbekannten Regisseurs, The Sealed Room, ebenfalls von D.W. Griffith und schließlich Lunatics in Power.
Alle diese frühen Adaptationen zeigen bereits die typischen Merkmale, an denen sich die Macher zukünftiger „Poe-Filme“ orientierten:
- Übernahme der Handlung aus dem Original, wobei sich die Entwicklung im Film am Original orientiert;
- Kombination von Poe-Werkinhalten mit denen anderer Autoren;
- Einbettung Poescher Motive in einen breiteren narrativen Kontext.[9]

## 1913: Ein fast identischer französischer Film

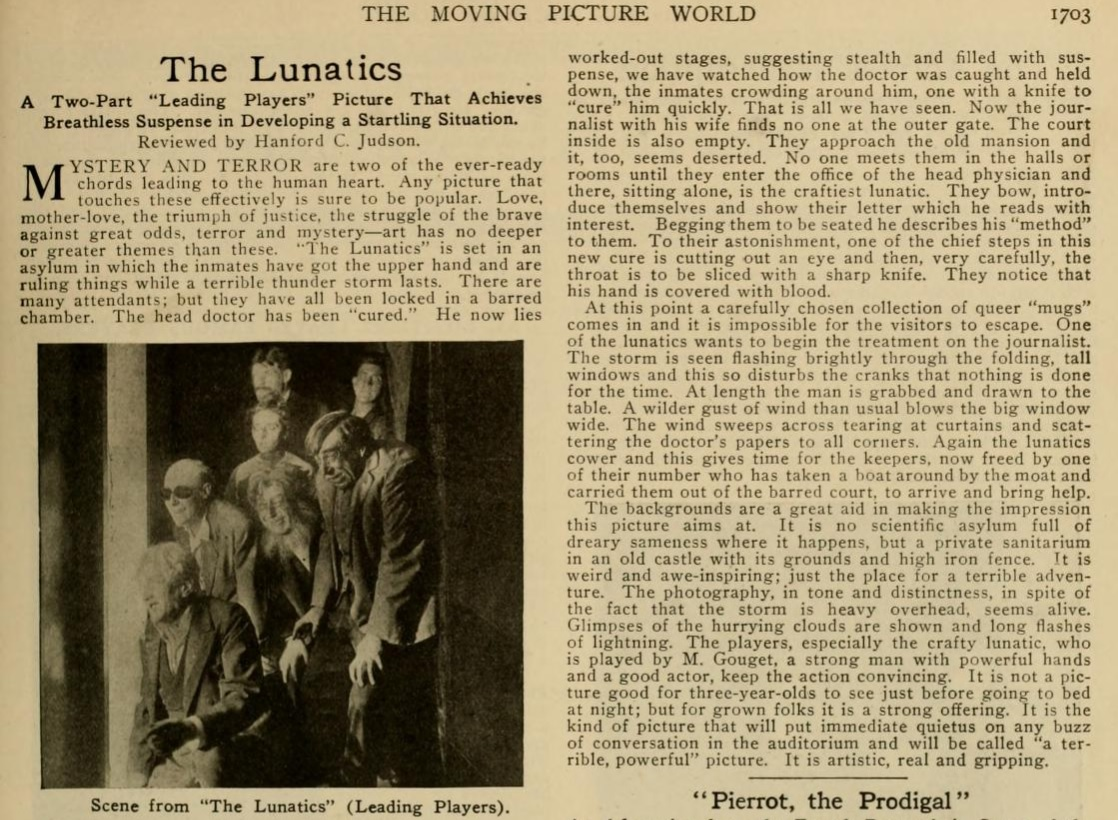
Zeitgenössische Rezension des französischen Films Le Système du Docteur Goudron et du Professeur Plume von 1913 mit dem in den USA verwendeten Titel The Lunatics

1913 kam ein von Titel und Inhalt her zum Verwechseln ähnlicher Film in die US-Kinos. Auch er basierte auf Poes Kurzgeschichte und trug den für die USA konzipierten Titel The Lunatics (Die Verrückten oder Die Irren). Es handelte sich um einen französischen Film mit dem Originaltitel « Le Système du Docteur Goudron et du Professeur Plume » (Das System des Doktors Teer und des Professors Feder) des Regisseurs Maurice Tourneur. Auch dieser Film gilt heute als verschollen.